# Kimito
La isla Kimito o Kimitoön (en finés: Kemiönsaari) es la mayor de las islas costeras de Finlandia con una superficie de 524 km². Está situada en la región de Finlandia Propia o Finlandia del Sudoeste (en finés: Varsinais-Suomi y en sueco: Egentliga Finland) en la provincia de Finlandia Occidental (Länsi-Suomen lääni). La isla tiene una población de 7500 habitantes divididos entre dos municipios: Kimitoön y Salo, que tienen la mayor parte de su territorio en el continente. La isla es bilingüe, pero la mayoría es de habla sueco.